# Christopher Greenbury
Christopher Greenbury (* 24. September 1951 in England; † 3. Januar 2007 in den Vereinigten Staaten) war ein britischer Filmeditor.

## Leben
Greenburys Karriere im Bereich Filmschnitt begann als Schnittassistent zu Beginn der 1970er Jahre. Sein erster Film als eigenständiger Editor war Muppet Movie aus dem Jahr 1979.
Der im Jahre 1994 gedrehte Film Dumm und Dümmer bedeutete die erste Zusammenarbeit mit den Regisseuren Peter und Bobby Farrelly. Weitere gemeinsame Projekte folgten, so etwa Verrückt nach Mary und Schwer verliebt.
Zusammen mit seinem britischen Kollegen Tariq Anwar wurde er im Jahr 2000 für seine Arbeit an Sam Mendes’ American Beauty für den Oscar in der Kategorie Bester Schnitt nominiert. Im gleichen Jahr wurden beide mit dem BAFTA Award ausgezeichnet. Greenbury hatte die Arbeit an American Beauty begonnen, war aber dann einem Filmangebot von Peter und Bobby Farrelly gefolgt. Anwar hatte den Schnitt an dem Film beendet.

## Filmografie (Auswahl)
- 1979: Muppet Movie (The Muppet Movie)
- 1980: Blast – Wo die Büffel röhren (Where the Buffalo roam)
- 1983: Dr. Detroit (Doctor Detroit)
- 1984: Die Frau in Rot (The Woman in Red)
- 1985: Zurück aus der Vergangenheit (The Heavenly Kid)
- 1987: Drei auf dem Highway – Three for the Road (Three for the Road)
- 1991: Die nackte Kanone 2½ (The Naked Gun 2½: The Smell of Fear)
- 1992: Hydrotoxin – Die Bombe tickt in Dir (Live Wire)
- 1993: Loaded Weapon 1 (National Lampoon’s Loaded Weapon 1)
- 1994: Dumm und Dümmer (Dumb & Dumber)
- 1996: Kingpin
- 1997: Booty Call – One-Night-Stand mit Hindernissen (Booty Call)
- 1998: Verrückt nach Mary (There's something about Mary)
- 1999: American Beauty
- 1999: Get The Dog – Verrückt nach Liebe (Lost & Found)
- 2000: Ich, beide & sie (Me, Myself & Irene)
- 2001: Weil es Dich gibt (Serendipity)
- 2001: Schwer verliebt (Shallow Hal)
- 2003: Flight Girls (View from the Top)
- 2003: Der Kindergarten Daddy (Daddy Day Care)
- 2003: Unzertrennlich (Stuck on You)
- 2005: Der Babynator (The Pacifier)
- 2005: Im Dutzend billiger 2 – Zwei Väter drehen durch (Cheaper by the Dozen 2)
- 2007: Born to be Wild – Saumäßig unterwegs (Wild Hogs)